# Епархия Сагино
Епархия Сагино (лат. Dioecesis Saginavensis) — епархия Римско-Католической церкви с центром в городе Сагино, США. Епархия Сагино входит в митрополию Детройта. Кафедральным собором епархии Сагино является Собор Успения Пресвятой Девы Марии.

## История
26 февраля 1938 года Папа Римский Пий XI издал буллу «Ad animarum bonum», которой учредил епархию Сагино, выделив её из архиепархии Детройта и епархии Гранд-Рапидса.
19 декабря 1970 года епархия Сагино передала часть своей территории новой епархии Гейлорда.

## Ординарии епархии
- епископ Уильям Фрэнсис Мёрфи[англ.] (26.02.1938 — 07.02.1950)
- епископ Стивен Станислав Возницкий[англ.] (28.03.1950 — 30.10.1968)
- епископ Фрэнсис Фредерик Ре[англ.] (11.12.1968 — 29.04.1980)
- епископ Кеннет Эдвард Унтенер[англ.] (04.10.1980 — 27.03.2004)
- епископ Роберт Джеймс Карлсон[англ.] (29.12.2004 — 21.04.2009) — назначен архиепископом Сент-Луиса
- епископ Джозеф Роберт Кистоун[англ.] (20.03.2009 — 16.10.2018)
- епископ Роберт Дуэйн Грасс[англ.] (с 24.05.2019)

## Источник
- Annuario Pontificio, Libreria Editrice Vaticana, Città del Vaticano, 2003, ISBN 88-209-7422-3
- Булла Ad animarum bonum, AAS 30 (1938), стр. 327  (лат.)